# Kopah
Kopah is een bestuurslaag in het regentschap Kuantan Singingi van de provincie Riau, Indonesië. Kopah telt 435 inwoners (volkstelling 2010).